# Футбол в Молдове
Футбол в Молдавии — один из самых массовых видов спорта. Молдавская федерация футбола образована в 1990 году, страна стала членом ФИФА в 1994 году, в состав УЕФА вошла в 1993 году. В стране существует 3 профессиональных дивизиона, ежегодно проводятся турниры на Кубок и Суперкубок страны по футболу.

## Советское время
Молдавская Советская Социалистическая Республика до 1991 года входила в состав СССР, с 1947 года по 1955 год кишинёвские «Динамо» и «Буревестник» выступали в Классе «Б» чемпионата СССР. C 1956 года по 1964 год, а также в 1974 году «Буревестник» (позднее «Молдова» и «Нистру») выступал в высшей лиге, лучшее достижение — 6-е место в 1956 году. В составе «Буревестника» выступали такие футболисты, как Юрий Коротков, Михаил Мухортов, Виталий Вацкевич, Михаил Потапов, Валентин Миргородский.

### Чемпионы Молдавской ССР
| - 1945 «Динамо» (Кишинёв) - 1946 «Динамо» (Кишинёв) - 1947 «Динамо» (Кишинёв) - 1948 «Динамо» (Кишинёв) - 1949 «Буревестник» (Бендеры) - 1950 «Красное знамя» (Кишинёв) - 1951 «Красное знамя» (Кишинёв) - 1952 «Динамо» (Кишинёв) - 1953 «Динамо» (Кишинёв) - 1954 КСХИ (Кишинёв) | - 1955 «Буревестник» (Бендеры) - 1956 «Спартак» (Тирасполь) - 1957 КСХИ (Кишинёв) - 1958 «Молдавкабель» (Бендеры) - 1959 НИИСВИВ (Кишинёв) - 1960 «Тирасполь» (Тирасполь) - 1961 КСХИ (Кишинёв) - 1962 «Университет» (Кишинёв) - 1963 «Темп» (Тирасполь) - 1964 «Темп» (Тирасполь) | - 1965 «Энергия» (Тирасполь) - 1966 «Стройиндустрия» (Бельцы) - 1967 «Ниструл» (Бендеры) - 1968 «Темп» (Тирасполь) - 1969 «Политехник» (Кишинёв) - 1970 «Политехник» (Кишинёв) - 1971 «Пищевик» (Бендеры) - 1972 «Колхоз имени Ленина» (Единци) - 1973 «Пищевик» (Бендеры) - 1974 «Динамо» (Кишинёв) | - 1975 «Динамо» (Кишинёв) - 1976 «Строитель» (Тирасполь) - 1977 «Строитель» (Тирасполь) - 1978 «Днестр» (Чобручи) - 1979 «Днестр» (Чобручи) - 1980 «Днестр» (Чобручи) - 1981 «Грэничерул» (Глодяны) - 1982 «Грэничерул» (Глодяны) - 1983 «Грэничерул» (Глодяны) - 1984 «Грэничерул» (Глодяны) | - 1985 «Искра» (Рыбница) - 1986 «Авангард» (Лазовск) - 1987 «Текстильщик» (Тирасполь) - 1988 «Тигина» (Бендеры) - 1989 «Текстильщик» (Тирасполь) - 1990 «Молдавгидромаш» (Кишинёв) - 1991 «Сперанца» (Ниспорены) |

### Обладатели Кубка Молдавской ССР
| - 1945: «Динамо» (Кишинёв) - 1946: «Динамо» (Кишинёв) - 1947: «Динамо» (Кишинёв) - 1948: «Буревестник» (Бендеры) - 1949: «Локомотив» (Кишинёв) - 1950: «Буревестник» (Бендеры) - 1951: «Труд» (Кишинёв) - 1952: «Динамо» (Кишинёв) - 1953: «Динамо» (Кишинёв) - 1954: «Локомотив» (Унгены) | - 1955: «Буревестник» (Бендеры) - 1956: «Буревестник» (Бендеры) - 1957: КСХИ (Кишинёв) - 1958: «Локомотив» (Кишинёв) - 1959: КСХИ (Кишинёв) - 1960: КСХИ (Кишинёв) - 1961: «Молдавкабель» (Бендеры) - 1962: «Молдавкабель» (Бендеры) - 1963: «Волна» (Кишинёв) - 1964: «Темп» (Тирасполь) | - 1965: «Трактор» (Кишинёв) - 1966: «Виброприбор» (Кишинёв) - 1967: «Трактор» (Кишинёв) - 1968: «Темп» (Тирасполь) - 1969: «Темп» (Тирасполь) - 1970: «Пищевик» (Бендеры) - 1971: «Пищевик» (Бендеры) - 1972: «Пищевик» (Бендеры) - 1973: «Политехник» (Кишинёв) - 1974: «Динамо» (Кишинёв) | - 1975: «Динамо» (Кишинёв) - 1976: «Строитель» (Тирасполь) - 1977: «Грэничерул» (Глодяны) - 1978: КСХИ (Кишинёв) - 1979: «Колос» (Пелиния) - 1980: «Днестр» (Чобурчи) - 1981—1983: не проводился - 1984: «Луч» (Сорока) - 1985: «Текстильщик» (Тирасполь) - 1986: «Строитель» (Фалешты) | - 1987: «Строитель» (Фалешты) - 1988: «Тигина» (Бендеры) - 1989: «Тигина-2» (Бендеры) - 1990: «Молдавгидромаш» (Кишинёв) |

## Независимое время
Начиная с 1991 года, когда Молдавия обрела независимость, в стране начался отсчёт собственной истории футбола. Национальная федерация футбола принимает участие во всех видах футбольных соревнований.

### Национальный дивизион

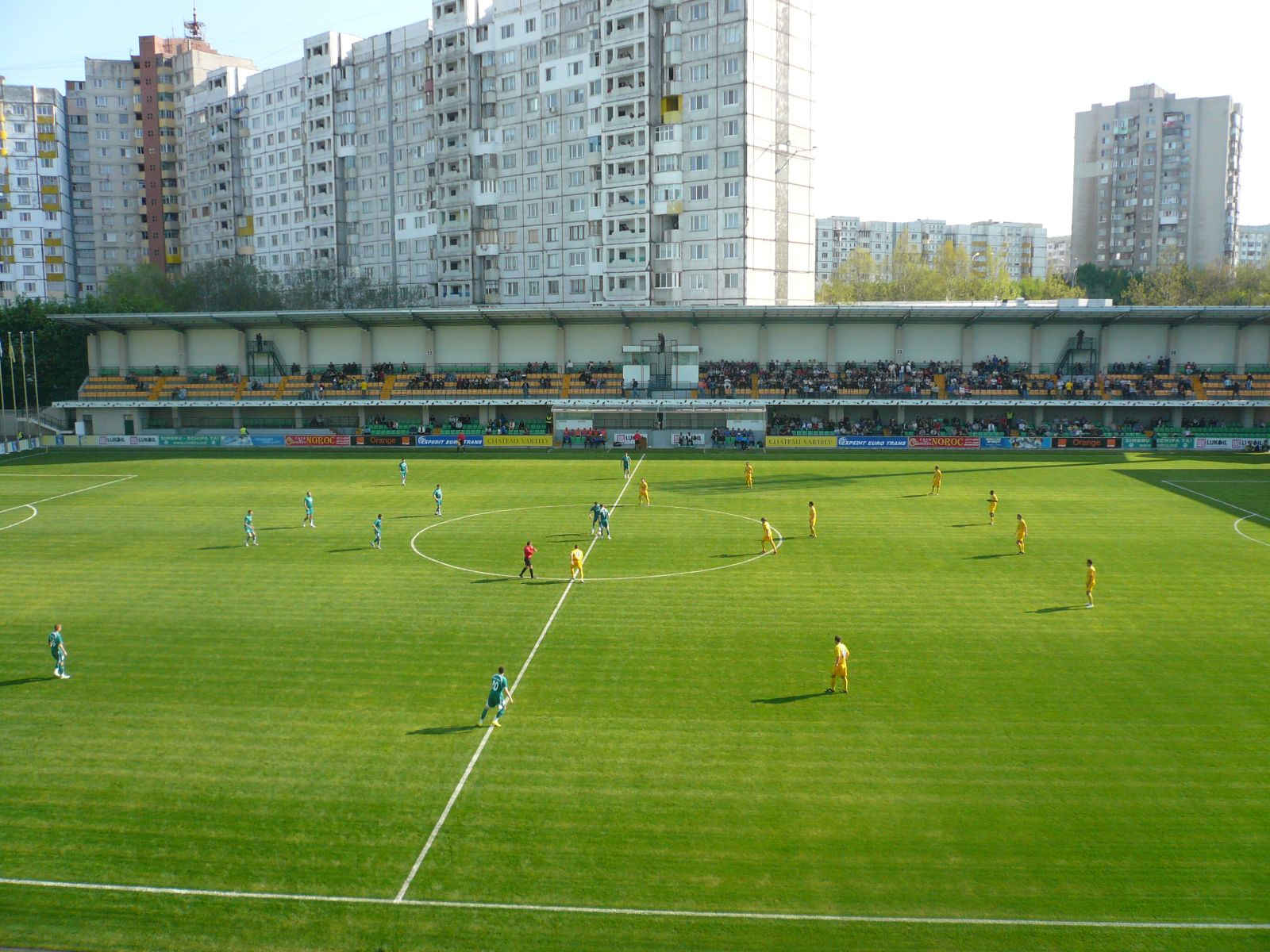
Матч чемпионата между «Зимбру» и «Дачией»

Чемпионат по футболу является главным футбольным соревнованием в Молдавии. С 1945 по 1991 годы соревнование проходило как региональный турнир в рамках СССР. В 1990 году была создана Молдавская федерация футбола, а вместе с ней Национальный дивизион, первый чемпионат Молдавии был проведен в 1992 году, на сегодняшний день в нём участвует двенадцать команд. Чемпион Молдавии попадает во 2 квалификационный раунд Лиги чемпионов. Команды, занявшие 2-е и 3-е места, и команда-обладатель национального кубка попадают в квалификацию Лиги Европы. Команды, занявшие 11-е и 12-е места, вылетают в Дивизион «A» (рум. Divizia «A»).

#### Выступление клубов

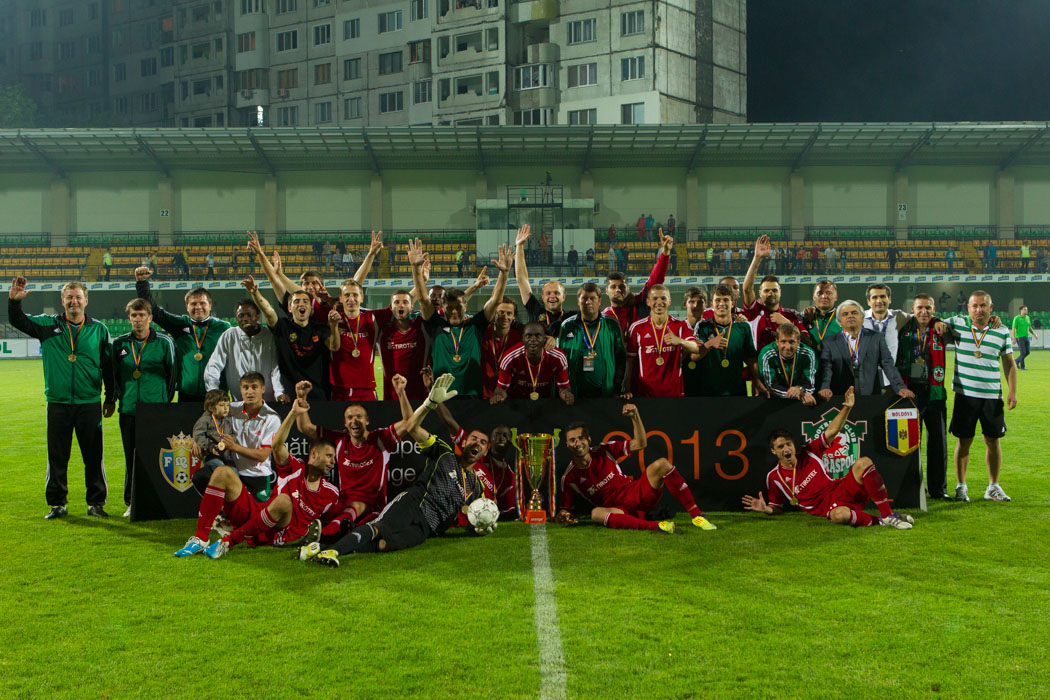
«Тирасполь» — обладатель Кубка Молдавии 2013

| Клуб          | Число побед |
| ------------- | ----------- |
| Шериф         | 13          |
| Зимбру        | 8           |
| Конструкторул | 1           |
| Дачия         | 1           |
| Милсами       | 1           |

### Дивизион «A»
Дивизион «A» Молдавии по футболу — вторая футбольная лига Молдавии, в ней участвуют 16 команд. Две лучшие команды из первой лиги переводятся в Национальную Дивизия, команды, занявшие 15-е и 16-е места, вылетают в Дивизион «Б».

#### Выступление клубов
| Сезон   | Победитель              |
| ------- | ----------------------- |
| 1992    | Нистру                  |
| 1992/93 | Вилия                   |
| 1993/94 | МХМ-93                  |
| 1994/95 | Конструкторул (Кишинёв) |
| 1995/96 | Локомотив (Бессарабка)  |
| 1996/97 | Молдова-Газ             |
| 1997/98 | Шериф                   |
| 1998/99 | Зимбру-2                |
| 1999/00 | Шериф-2                 |
| 2000/01 | Шериф-2                 |
| 2001/02 | Дачия                   |
| 2002/03 | Тилигул                 |
| 2003/04 | Стяуа                   |
| 2004/05 | Динамо (Бендеры)        |
| 2005/06 | Зимбру-2                |
| 2006/07 | Зимбру-2                |
| 2007/08 | Шериф-2                 |
| 2008/09 | Вииторул                |
| 2009/10 | Костулены               |
| 2010/11 | Локомотив (Бельцы)      |
| 2011/12 | Шериф-2                 |
| 2012/13 | Верис                   |
| 2013/14 | Саксан                  |
| 2014/15 | Шериф-2                 |
| 2015/16 | Спикул (Кишкарень)      |

### Дивизион «Б»
Дивизион «Б» Молдавии по футболу — третья футбольная лига Молдавии, в ней участвуют 32 команды в трёх группах: Север (рум. Nord, 11 команд), Центр (рум. Centru, 11 команд), Юг (рум. Sud, 10 команд).

## Кубок Молдавии по футболу
Кубок Молдавии по футболу — одно из основных футбольных соревнований в этой стране. Розыгрыш кубка начался с 1992 года. Победитель турнира получает право играть в Лиге Европы УЕФА.

### Выступление клубов
| Команда                   | Победители | Финалисты | Победные сезоны                                |
| ------------------------- | ---------- | --------- | ---------------------------------------------- |
| Шериф                     | 8          | 2         | 1999, 2001, 2002, 2006, 2008, 2009, 2010, 2015 |
| Зимбру                    | 6          | 2         | 1997, 1998, 2003, 2004, 2007, 2014             |
| Тилигул                   | 3          | 2         | 1993, 1994, 1995                               |
| Тирасполь / Конструкторул | 3          | 2         | 1996, 2000, 2013                               |
| Нистру                    | 1          | 8         | 2005                                           |
| Буджак                    | 1          | -         | 1992                                           |
| Искра-Сталь               | 1          | -         | 2011                                           |
| Милсами                   | 1          | -         | 2012                                           |
| Заря                      | 1          | 1         | 2016                                           |
| Дачия                     | -          | 4         | -                                              |
| Динамо                    | -          | 1         | -                                              |
| Олимпия                   | -          | 1         | -                                              |
| ЦСКА-Рапид                | -          | 1         | -                                              |
| Верис                     | -          | 1         | -                                              |

## Суперкубок Молдавии по футболу

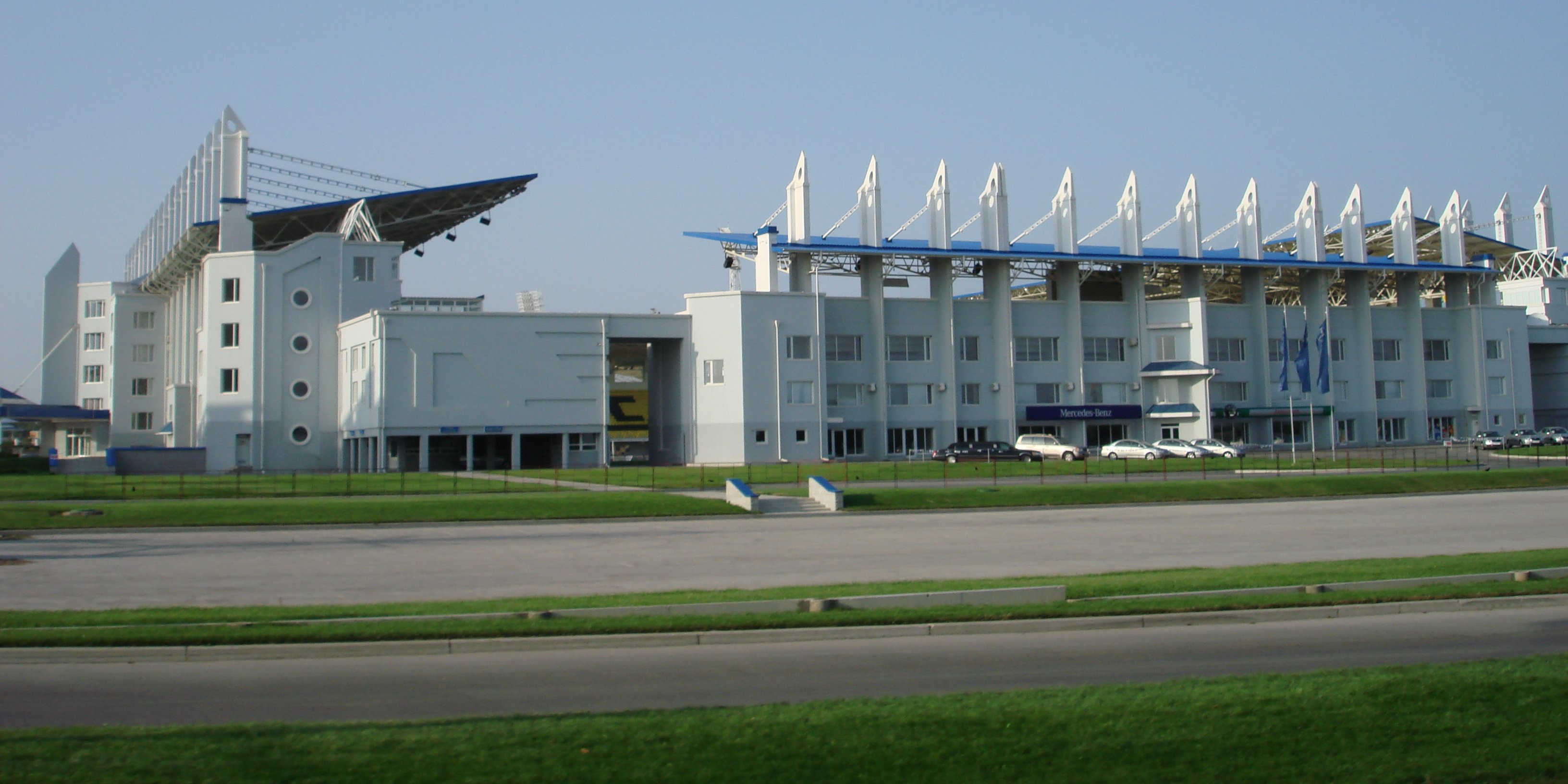
Главная арена спорткомплекса «Шериф», на которой проводятся матчи Суперкубка

Суперкубок Молдавии по футболу — футбольное соревнование Молдавии, состоящее из одного матча, в котором играют обладатель кубка Молдавии и чемпион Молдавии предыдущего сезона. В случае, если кубок и чемпионат выигрывает одна команда суперкубок не разыгрывается. Суперкубок Молдавии проводится с 2003 года на главной арене спортивного комплекса «Шериф».

### Выступление клубов
| Сезон | Победитель | Счёт         | Финалист    |
| ----- | ---------- | ------------ | ----------- |
| 2003  | Шериф      | 3-2          | Зимбру      |
| 2004  | Шериф      | 1-0          | Зимбру      |
| 2005  | Шериф      | 4-0          | Нистру      |
| 2007  | Шериф      | 1-0          | Зимбру      |
| 2011  | Дачия      | 1-0          | Искра-Сталь |
| 2012  | Милсами    | 0-0 (6-5 п.) | Шериф       |
| 2013  | Шериф      | 2-0          | Тирасполь   |
| 2014  | Зимбру     | 1-1 (4-3 п.) | Шериф       |
| 2015  | Шериф      | 3-1          | Милсами     |

## Сборная Молдавии по футболу
Сборная Молдавии по футболу — национальная футбольная команда, представляющая Молдавию в международных играх. Фактически образовалась после распада СССР и сыграла первую игру против сборной Грузии 2 июля 1991 года. Не участвовала в финальных играх чемпионатов мира и чемпионатов Европы.

### Молодёжная сборная Молдавии по футболу
Молодёжная сборная Молдавии по футболу представляет Молдавию на международных соревнованиях по футболу для игроков не старше 21 года. Ни разу не выходила в финальную стадию чемпионатов Европы U-21 и не участвовала в Олимпийских играх. Игроки в основном представляют внутренние клубы чемпионата Молдавии.

## Список призёров чемпионата и обладателей кубка Молдавии

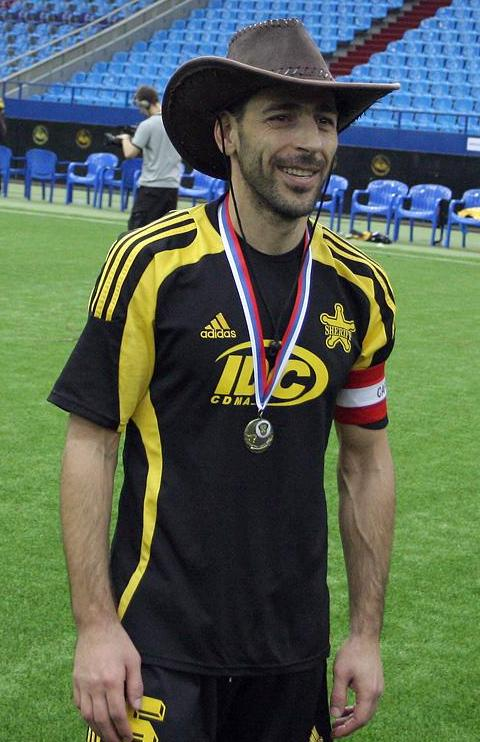
Важа Тархнишвили — одиннадцатикратный чемпион Молдавии в составе «Шерифа»

| Сезон   | Чемпион       | Серебряный призёр | Бронзовый призёр | Обладатель кубка | Обладатель суперкубка |
| 1992    | Зимбру        | Тилигул           | Буджак           | Буджак           | -                     |
| 1992/93 | Зимбру        | Тилигул           | Молдова          | Тилигул          | -                     |
| 1993/94 | Зимбру        | Тилигул           | Кодру            | Тилигул          | -                     |
| 1994/95 | Зимбру        | Тилигул           | Олимпия          | Тилигул          | -                     |
| 1995/96 | Зимбру        | Тилигул           | Конструкторул    | Конструкторул    | -                     |
| 1996/97 | Конструкторул | Зимбру            | Тилигул          | Зимбру           | -                     |
| 1997/98 | Зимбру        | Тилигул           | Конструкторул    | Зимбру           | -                     |
| 1998/99 | Зимбру        | Конструкторул     | Тилигул          | Шериф            | -                     |
| 1999/00 | Зимбру        | Шериф             | Конструкторул    | Конструкторул    | -                     |
| 2000/01 | Шериф         | Зимбру            | Тилигул          | Шериф            | -                     |
| 2001/02 | Шериф         | Нистру            | Зимбру           | Шериф            | -                     |
| 2002/03 | Шериф         | Зимбру            | Нистру           | Зимбру           | -                     |
| 2003/04 | Шериф         | Нистру            | Зимбру           | Зимбру           | Шериф                 |
| 2004/05 | Шериф         | Нистру            | Дачия            | Нистру           | Шериф                 |
| 2005/06 | Шериф         | Зимбру            | Тирасполь        | Шериф            | Шериф                 |
| 2006/07 | Шериф         | Зимбру            | Нистру           | Зимбру           | не проводился*        |
| 2007/08 | Шериф         | Дачия             | Нистру           | Шериф            | Шериф                 |
| 2008/09 | Шериф         | Дачия             | Искра-Сталь      | Шериф            | не проводился*        |
| 2009/10 | Шериф         | Искра-Сталь       | Олимпия          | Шериф            | не проводился*        |
| 2010/11 | Дачия         | Шериф             | Милсами          | Искра-Сталь      | не проводился*        |
| 2011/12 | Шериф         | Дачия             | Зимбру           | Милсами          | Дачия                 |
| 2012/13 | Шериф         | Дачия             | Тирасполь        | Тирасполь        | Милсами               |
| 2013/14 | Шериф         | Тирасполь         | Верис            | Зимбру           | Шериф                 |
| 2014/15 | Милсами       | Дачия             | Шериф            | Шериф            | Зимбру                |
| 2015/16 | Шериф         | Дачия             | Зимбру           | Заря             | Шериф                 |
| 2016/17 | Шериф         | Дачия             | Милсами          | Шериф            | не проводился*        |
| 2017    | Шериф         | Милсами           | Петрокуб         | не проводился**  | не проводился**       |
| 2018    | Шериф         | Милсами           | Петрокуб         | Милсами          | не проводился         |
| 2019    | Шериф         | Сфынтул Георге    | Петрокуб         | Шериф            | Шериф                 |

* — Суперкубок не проводился, так как Чемпионат и Кубок страны выиграла одна команда.
** — Трофеи не разыгрывались в связи с переходным периодом с системы «осень — весна» на «весна — осень».

## Коррупция
В 2008 году Президент Молдавской федерации футбола Павел Чебану утверждал об отсутствии любой коррупции в молдавском футболе. Однако 22 февраля 2012 года Комитет по этике Молдавской федерации футбола отстранил от футбола президента клуба «Сфынтул Георге» Валериу Реницэ и президента и бывшего главного тренера Серджиу Карамана по подозрению в причастности к организации договорных матчей в чемпионате Молдавии. Реницэ был отстранён на пять лет и оштрафован на 15 тысяч долларов США, а Караман на два года и приговорён к штрафу 8 тысяч долларов. Расследование организации договорных матчей было начато на основании заявления семи бывших игроков «Сфынтул Георге»: Иона Рымбу, Александра Время, Евгения Челядника, Петру Ожога, Михаила Плэтикэ, Андрея Препелицэ и Вячеслава Посмака, которые заявили, что Реницэ и Караман просили футболистов отказаться от спортивной борьбы в играх с командами «Дачия», «Зимбру» и «Гагаузия» во второй части чемпионата Молдавии 2010/11. Впоследствии Вячеслав Посмак и Евгений Челядник отказались о своих заявлений, по причине того, что осуждать своих наставников их заставил футбольный агент клуба Думитру Санду, посулив им перевод в другие клубы с хорошими зарплатами.  В мае 2012 года Национальный арбитражный спортивный суд оставил дисквалификацию Реницэ и Карамана в силе. Реницэ подал на Молдавскую Федерацию Футбола в Международный Спортивный Арбитражный Суд (Лозанна, Швейцария), представив документы на пресс-конференции. Однако руководство МФФ отказалось явиться на заседание суда сославшись на то, что в Уставе МФФ нет положения, согласно которому они должны предстать перед международным судом. Понятие "договорные матчи" отсутствовали на то время в уставе МФФ и появилось только в 2014, также как и в молдавском Уголовном кодексе. В 2015 г. после долгого расследования полиция и прокуратура Молдовы документально подтвердила, что не обнаружила никаких нарушений в деятельности клуба «Сфынтул Георге».
После полуфинального матча Кубка Молдавии 2011/12 между «Милсами» и «Дачией» депутат от Либерал-демократической партии Молдавии Тудор Делиу заявил, что игра была куплена. Однако прокуратура Молдавии не выявила фактов коррупции. В июне 2012 года футбольный арбитр Геннадий Сиденко заявил, что президент гидигиченского «Рапида» Виктор Остап предлагал ему взятку.
13 сентября 2012 года сотрудники Центра по борьбе с экономическими преступлениями и коррупцией провели обыски в офисах четырёх клубов — «Зимбру», «Дачия», «Сфынтул Георге» и «Костулены». Данные коллективы подозреваются в организации договорных матчей, а также незаконной игре на тотализаторе. Внимание следователей привлекло несколько матчей с участием данных клубов в период с 2010 по 2012 годы, а также подозрительные ставки на тотализаторе, прибыль от которых составила около 100 тысяч евро. Молдавской федерации футбола был нанесён ущерб в 1 млн молдавских леев. Под подозрения попали 48 матчей, проведенных с апреля 2011 года по май 2012 года в чемпионате и Кубке Молдавии, под следствие попали 23 игрока из восьми клубов. В ходе обысков была изъята документация и компьютеры, также обыски были проведены у некоторых футболистов.
Были возбуждены два уголовных дела, по пункту 5. ст. 190 Уголовного кодекса Республики Молдова «Мошенничество в особо крупных размерах» и пункту 3 ст. 327 «Злоупотребление властью или служебным положением в интересах организованной преступной группы или преступной организации». Также Центр по борьбе с экономическими преступлениями и коррупцией сообщил, что он проводит проверки по другим клубам страны. Представители четырёх клубов не признали своей вины. Незадолго до этого Президент Молдавии Николае Тимофти встречался с Президентом УЕФА Мишелем Платини и заверил его, что правоохранительные органы Молдавии предпримут меры по искоренению коррупции в местном футболе.
В феврале 2013 года Президент клуба «Сфынтул Георге» Валерий Реницэ заявил, что делегаты съезда Молдавской федерации футбола, на котором был избран президент Павел Чебану, были подкуплены. Размер взятки, по его словам составил эквивалент 400 долларов США (на самом деле всем делегатам были вручены презенты от спонсоров и партнеров Федерации футбола, в том числе от оператора сотовой связи, предоставившей телефоны). В марте 2013 года «Олимпия» объявила о снятии с чемпионата Молдавии, дабы привлечь внимание к проблеме коррупции в молдавском футболе. Однако в итоге она продолжила играть, а владелец "Олимпии" принес свои извинения за высказанные обвинения.
В августе 2013 года Национальным центром по борьбе с коррупцией были задержаны тренер Василий Мунжиу и журналист Сергей Беседин, которых обвинили в попытки сдать матча 4 августа между юношеским женскими сборными до 17 лет Молдавии и Латвии. По данным Национального центра по борьбе с коррупцией сборной Молдавии было предложено 100 тысяч леев (8 тысяч долларов США). Информацию предоставила главный тренер юношеской сборной Молдавии до 17 лет Алина Стеценко. Задержанным грозил срок до 7 лет. Спустя год Мунжиу был пожизненно отстранён УЕФА от футбола.
В апреле 2014 года Президент кишинёвской «Дачии» обвинил арбитра Петра Стоянова в сдаче матчей и обещал предоставить видео-доказательства, однако так не сделал этого.